# デレク・リード
デレク・アガタ・リード（Derek Agutter Reid、1927年9月2日 - 2006年1月18日）は、イギリスの菌学者である。

## 略歴
ベッドフォードシャーのレイトンバザードに額縁士の息子に生まれた。ハル大学で地質学、植物学を学び、ロンドン大学で1964年に菌類の研究で博士号を取得した。1951年にキューガーデンの菌類部門を統括するデニス（Richard William George Dennis）博士の助手となり、引退する1987年までキューガーデンで働いた。1975年からはデニスの後を継いで、キューガーデンの菌類部門を統括した。
熱心に菌類を研究し、40年間にわたって、ベッドフォードシャーの菌類の研究や野外研究所やロンドン大学でのキノコの同定の教育を行った。1980年にイギリスのキノコに関する一般向けの手引書を執筆した。ヨーロッパやアメリカ合衆国、西インド諸島、オーストラリア、南アフリカを旅し、多くの菌類を採集した。特に、南アフリカの菌類を研究し、南アフリカのプレトリア大学の教授、アルバート・ウィッカー（Albert Eicker）と共著で論文を執筆した。リードはキューガーデンを退職後、しばらくプレトリアに住み、プレトリア大学の客員教授を務めた。
菌類の分類学分野で働き、多くの新種の記載を行った。タチウロコタケ科（Meruliaceae）の種、Stereopsis reidiiや、ウラベニガサ科のVolvariella reidiiなどに命名されている。

## 著作
- Reid, D.A. (1955). New or interesting records of Australasian basidiomycetes. Kew Bulletin 1955: 631-648
- Reid, D.A. (1965). A monograph of the stipitate stereoid fungi. (Beihefte zur Nova Hedwigia 18) 388 pp., 50 pls
- Reid, D.A. (1974). A monograph of the British Dacrymycetales. Transactions of the British Mycological Society 62: 433-494
- Reid, D.A. (1977). Some gasteromycetes from Trinidad and Tobago. Kew Bulletin 31: 657-690
- Reid, D. A. (1979). “A Monograph of the Australian Species of Amanita Pers. ex Hook. (Fungi)”. Australian Journal of Botany Supplementary Series 10 (8).
- Reid, D.A. (1980). Mushrooms and toadstools. London: Kingfisher
- Reid, D.A. (1990). New or interesting records of British heterobasidiomycetes. Mycological Research 94: 94-108
- Reid, D.A. & Eicker, A. (1991). A taxonomic survey of the genus Montagnea with special reference to South Africa. South African Journal of Botany 57: 161-170